# Edmondsia sypnoides
Edmondsia sypnoides là một loài bướm đêm trong họ Noctuidae.